# باشگاه فوتبال گومل
باشگاه فوتبال گومل ( به بلاروسی : ФК Гомель ) باشگاه فوتبال حرفه‌ای است که مرکز آن در شهر گومل ٫ بلاروس واقع شده است. ورزشگاه خانگی این تیم سنترال استادیوم است.

## تاریخچه
تیم فوتبال گومل در آغاز در سال ۱۹۴۹ با نام لوکوموتیو گومل در لیگ فوتبال دسته سوم شوروی فعالیت خود را آغاز کرد. در سال ۱۹۵۹ تیم گومل با همان نام فعالیت دوباره خود را در لیگ دسته دوم شوروی آغاز کرد. تیم فوتبال گومل در سال ۱۹۹۲ با تشکیل لیگ برتر بلاروس به این لیگ پیوست که تا امروز به جز چهار دوره ( در سال‌های ۱۹۹۵ ٫ ۱۹۹۶ ٫ ۱۹۹۷ و ۲۰۱۰) در تمامی ادوار لیگ برتر بلاروس حضور داشته است. این تیم تنها یک مرتبه در سال ۲۰۰۳ قهرمان لیگ برتر بلاروس شده‌است.

### تغییر نام
باشگاه فوتبال گومل از آغاز فعالیت تا به امروز شش مرتبه نام خود را تغییر داده‌است.
- ۱۹۵۹ : لوکوموتیو گومل
- ۱۹۶۵ : اسپارتاک گومل
- ۱۹۶۹ : گومسلمش گومل
- ۱۹۷۶ : ماشینواسترویتل گومل
- ۱۹۷۸ : گومسلمش گومل
- ۱۹۹۵ : گومل

## افتخارات
لیگ برتر بلاروس
- قهرمان (۱) : ۲۰۰۳
- دوم (۱) : ۲۰۰۷
- سوم (۲) : ۱۹۹۹ ٫ ۲۰۱۱

جام حذفی بلاروس
- قهرمان (۲) : ۲۰۰۲ ٫ ۲۰۱۱
- دوم (۱) : ۲۰۰۴

سوپر جام بلاروس
- قهرمان (۱) : ۲۰۱۲